# Искорь
Искорь — аккумулятивная форма рельефа биогенного происхождения. Является бугром, сложенным рыхлыми отложениями, образованными вывороченными корнями деревьев при их падении. Искори встречаются в лесном поясе гор. Высота бугров может достигать 1 метра, а глубина западин возле них — 0,5-1 метра. Бугры искорей могут сохраняться 200-250 лет.